# チェリク・ヒッデス (駆逐艦)
チェリク・ヒッデス（蘭：Hr.Ms. Tjerk Hiddes、英：HNLMS Tjerk Hiddes, G16）はオランダ海軍の駆逐艦。N級。艦名は17世紀のオランダ海軍軍人であったチェリク・ヒッデス (オランダ海軍)に因む。本艦は元はイギリス海軍のノンパライル（HMS Nonpareil）として建造されたが、オランダ海軍に引き渡されて就役した。さらに第二次世界大戦後の1951年にはインドネシアへ移管され、ガジャ・マダ（KRI Gadjah Mada）として同国海軍の旗艦になった。

## 艦歴
チェリク・ヒッデスは1939年度建艦計画に基づき、1940年5月22日にダンバートンのウィリアム・デニー・アンド・ブラザーズ社で起工、1941年6月25日にイギリス海軍駆逐艦ノンパライル（HMS Nonpareil）として進水した。ノンパライルは1942年5月6日に公試を行った後、5月27日にオランダ海軍へ引き渡されチェリク・ヒッデス（Hr.Ms. Tjerk Hiddes）として初代艦長ウィレム・ヤン・クライス（Willem Jan Kruys）少佐の指揮下で就役した。就役後はイギリス海軍東洋艦隊第7駆逐艦戦隊（7th Destroyer Flotilla）に配属された。

### 第二次世界大戦
チェリク・ヒッデスは、スカパ・フローにおいて1942年6月から7月初めにかけ本国艦隊で錬成訓練を行ったほか海外展開の準備を行う。7月半ばにクライド湾へ向かい、軽巡洋艦オライオンとN級駆逐艦の同型艦であるオーストラリア海軍のネパールと共にクライドからインド洋へ向かうWS21P船団の護衛に参加した。航海中の8月5日には、さらにエジプトの第8軍へ装備品を輸送するAS4船団も合流している。8月20日、チェリク・ヒッデスとネパールは船団から離れ、ケニアのキリンディニへ向かった。
9月、チェリク・ヒッデスはヴィシー政権を支持していたマダガスカル島への上陸作戦の支援部隊に割り当てられ、事前訓練を行った。9月9日にチェリク・ヒッデスはキリンディニを出発し、マヨット南方60マイル地点でマジュンガ上陸を行う船団と支援艦隊に合流した。チェリク・ヒッデスとファン・ハレンの2隻のオランダ駆逐艦は空母イラストリアスの護衛を行った。
9月26日から27日、チェリク・ヒッデスはインド洋での船団護衛任務のためにキリンディニへ戻った（当時、第7駆逐艦戦隊の僚艦は地中海での任務から帰還中だった）。チェリク・ヒッデスは10月いっぱいをインド洋での船団護衛を行って過ごし、その後はアメリカ海軍第7艦隊の指揮下でシドニー – フリーマントル間の船団護衛に充てられることになった 。12月4日、11日、15日にはティモール島からの連合軍部隊や民間人の脱出を支援している。
1943年2月18日から24日、チェリク・ヒッデスは姉妹艦ファン・ハレンと軽巡洋艦アデレード、トロンプと共にフリーマントル – メルボルン間の船団護衛を行った。これはオーストラリアに対する日本の脅威に備えるため、中東に展開していたオーストラリア陸軍第9師団をパンフレット作戦として呼び戻すものであった。
1944年1月、チェリク・ヒッデス、ファン・ハレン、トロンプの3隻のオランダ艦は第7艦隊から東洋艦隊に再配属された。2月のトリンコマリー到着後、第7駆逐艦戦隊に再配属されたチェリク・ヒッデスはインド洋での船団護衛に復帰する。2月22日から24日にかけて日本からドイツへ向かう封鎖突破船の捜索を行ったが成果はなかった。

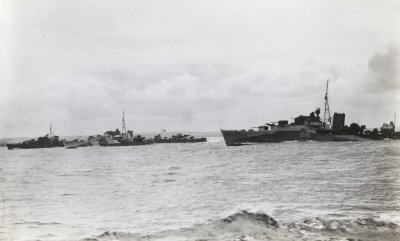
スカパ・フローにおけるチェリク・ヒッデス（右端）。1942年6月25日撮影。

3月22日、チェリク・ヒッデスはオランダやイギリス、オーストラリアの駆逐艦と共に、戦艦クイーン・エリザベス、ヴァリアント、巡洋戦艦レナウン、空母イラストリアス以下の艦隊を護衛した。艦隊は訓練を行うと共にアメリカ海軍の空母サラトガらと会合した。サラトガは、英連邦海軍がアメリカ海軍と共にイギリス太平洋艦隊（British Pacific Fleet, BPF）として西太平洋で活動するにあたり、アメリカ式の必要な要領や経験を学ぶために主要な役割を果たした（ディプロマット作戦）。再訓練の一方で、英連邦とアメリカの艦載機は日本の石油施設への空襲も実施した。空襲の損害によって、米軍が攻勢を予定する地域から日本軍の注意を逸らすことができたと思われた。
チェリク・ヒッデスは3月25日に機関故障のため帰還を余儀なくされ、洋上給油を行い空になった給油艦を護衛しながらトリンコマリーへ戻った。6月を修理に費やした後にチェリク・ヒッデスはインド洋での船団護衛に戻った。
1944年10月にチェリク・ヒッデスはイギリスへ戻り、プリマスを拠点に第8駆逐艦戦隊（8th Destroyer Flotilla）でサウスウエスト・アプローチでの船団護衛任務を行った。チェリク・ヒッデスはダンディーで1945年5月から8月まで改装に費やし、そのまま終戦を迎えた。

### 戦後

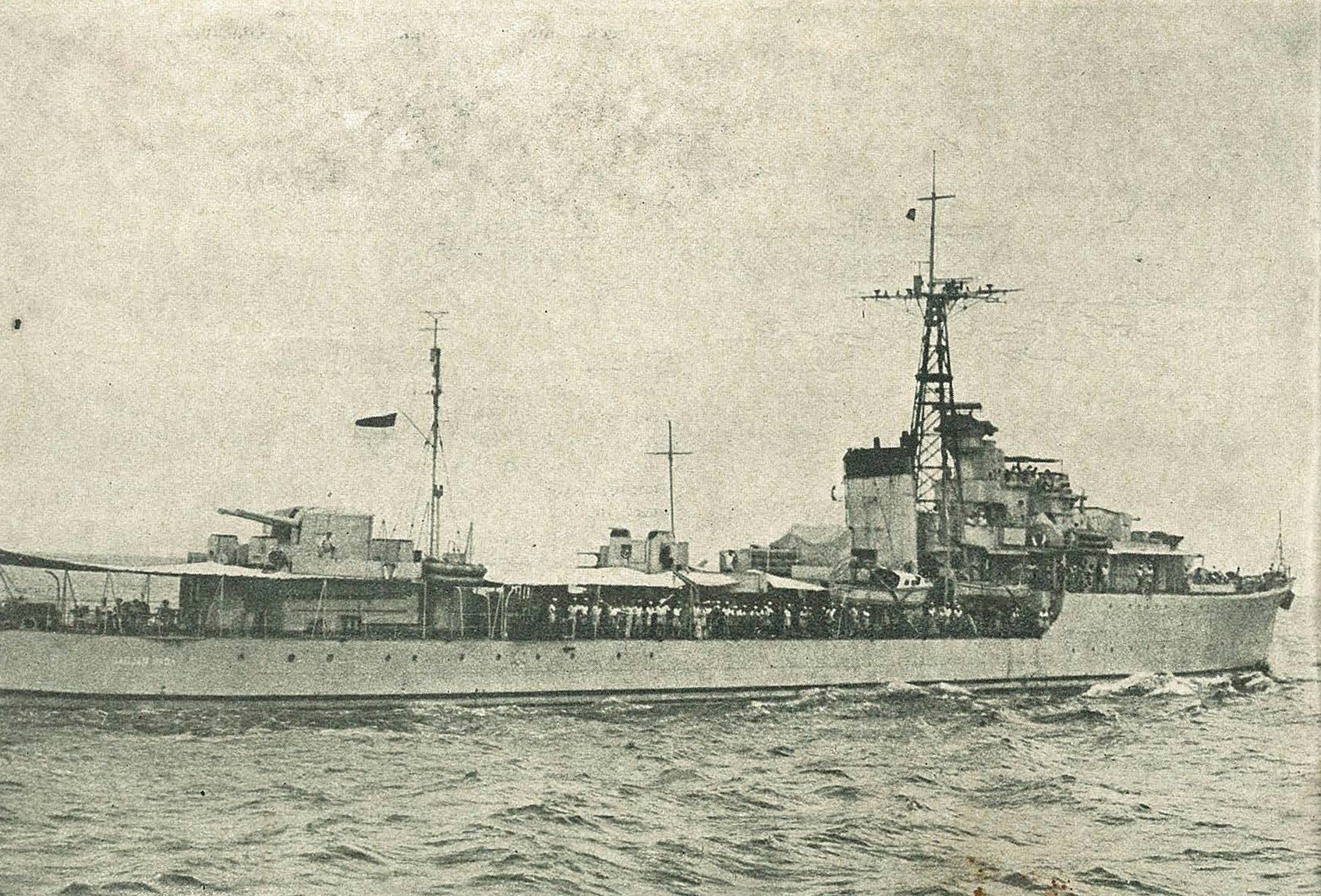
ガジャ・マダ時代のチェリク・ヒッデス。1960年1月1日撮影。

ダンディーでの改装が完了した後も、チェリク・ヒッデスは戦後のオランダ海軍で平時の任務を行った。オランダ領東インドで活動した後、1951年3月にチェリク・ヒッデスは独立したインドネシアへ引き渡されガジャ・マダ（KRI Gadjah Mada）として同国海軍の旗艦となった。ガジャ・マダは1961年に退役し、オランダ南ホラント州ヘンドリック＝イド＝アンバハト（Hendrik-Ido-Ambacht）のF・ライスダイク（F. Rijsdijk）によって解体された。